# فولگور
فولگور (انگلیسی: Fulgor) شرکت لوازم خانگی ایتالیایی است، که در سال ۱۹۴۹ تأسیس شد. 